# 防衛計画1号
防衛計画1号（英語: Defence Scheme No. 1）は、かつてカナダで作成された戦争計画である。アメリカ合衆国侵攻が想定されていた。立案者は作戦・情報部長（Director of Military Operations and Intelligence）のジェームズ・S・ブラウン陸軍中佐。

## 目的
防衛計画1号が立案されたのは1921年4月12日のことである。これはアメリカ合衆国によるカナダ侵攻の兆候が認められた場合における合衆国北部への奇襲的侵攻の展開を想定した計画であった。この中ではアメリカ軍がまずモントリオールとオタワを攻撃し、さらにハミルトン、トロント、カナディアン・プレーリース、ブリティッシュコロンビア州南西に侵攻するものとされていた。なお、アメリカ側によるカナダ侵攻計画としては、1930年に立案された対英戦計画、レッド計画がある。
アメリカ侵攻の目的は、カナダが戦時体制を作り上げるまで、またイギリスによる支援が到着するまでの時間を稼ぐことであった。この計画によれば、カナダ太平洋軍に所属する遊撃隊（Flying column）がカナダ西部から進出し、ワシントン州シアトル、同州スポケーン、オレゴン州ポートランドを占領する。また、プレーリー軍（Prairie Command）所属部隊はノースダコタ州ファーゴ、モンタナ州グレートフォールズを占領し、ミネソタ州ミネアポリスへ侵攻する。ケベック州に展開する部隊はニューヨーク州オールバニへの奇襲攻撃、海上からのメイン州侵攻を実施する。そしてアメリカ軍による抵抗が激化すれば、カナダ軍は追撃を阻止するために橋や鉄道を破壊しながら撤退を計ることとされていた。

## 偵察
ブラウン中佐はこの計画の為に自ら事前偵察を指揮した。ブラウンおよび他の中佐数人は私服姿でアメリカへ入国し、1921年から1926年にかけて情報収集を図った。歴史家ピエール・バートンの著書『Marching as to War』によれば、彼らの活動は「滑稽な雰囲気で、当時のサイレント喜劇を髣髴とさせる」ものであったという。ブラウン自身が記した報告書では、例えばバーモント州バーリントンに関して、住民は愛想が良く、普通のアメリカ人とは異なっていたと述べられている。当時は禁酒法が施行されていたことからアメリカ人の飲酒量はカナダ人よりも極めて少ないと考えられており、ブラウンらが住民にそれを指摘すると、ある住民は「なんてこった！おれはただ1杯のビールが欲しいんだ。もっと飲めるんなら『カナディー』に行くよ」（My God!  I'd go for a glass of beer.  I'm going to 'Canady' to get some more）と答えたという。ブラウンはバーモント州の住民について、もし「刺激」した場合でも懸念とするべきは兵士のみであろうと結論し、多くのアメリカ人がイギリス側の主張に同調的である可能性を指摘していた。

## 反応
バートンによればこの計画は立案者自身が「非現実的」と評していたにもかかわらず、多数の支持者があったという。例えばジョージ・ペアークス将軍は、防衛計画1号について「素晴らしく絶望的な計画。これはまだ利用できる可能性がある」と述べた。
一方、クリストファー・M・ベル（Christopher M. Bell）のように、この計画を「自殺的」と評する者もいた。ブラウンは計画に関連してイギリス側との調整を行わなかったため、イギリス海軍がカナダ沿岸の防衛を不可能と考えていたこと、そのため大規模な兵員輸送計画を検討していないことを知らなかった。さらにブラウンの計画ではノバスコシア州ハリファックスの防衛が考慮されていなかった。ハリファックスはアメリカ側の主要攻撃目標であり、また大西洋に面した重要な港湾都市であった。ベルはカナダが取りうる最良の戦略として、アメリカ人の期待通りに防戦に徹することだと述べている。
1928年、防衛計画1号は英米関係の安定を求めていたカナダ軍参謀総長アンドリュー・マクノートン大将によって放棄された。関連文書の大部分はこの際に処分された。なお、後年になってレッド計画に関する情報の機密指定が解除された際、これに先立って立案されていた先見性が注目され、防衛計画1号は部分的に再評価されることとなる。

### 書籍
- Berton, Pierre.  Marching as to War:  Canada's Turbulent Years 1899-1953.  Anchor Canada:  2002.
- Harris, Steven, Canadian Brass: The Making of a Professional Army, 1860-1939. Toronto: University of Toronto Press, 1988. Includes a section on the interwar defence planning.
- Preston, Richard A. The Defence of the Undefended Border: Planning for War in North America 1867-1939. Montreal and London: McGill-Queen's University Press, 1977.